# 山崎保
山崎 保（やまざき たもつ、1935年11月18日 - ）は、日本の経営者。昭和シェル石油社長を務めた。東京都出身。

## 経歴
1956年に慶應義塾大学経済学部を卒業し、同年に昭和石油に入社。1985年に取締役に就任し、1989年3月に常務を経て、1995年4月から1998年2月までに社長を務めた。